# Egils Levits
Egils Levits (n. 30 iunie 1955, Riga, Republica Sovietică Socialistă Letonă, URSS) este un politician, avocat, politolog și jurist leton, care este președintele Letoniei din 8 iulie 2019. El a fost membru al Curții Europene de Justiție din 2004 până în 2019.
În epoca sovietică târzie a fost membru al Frontului Popular din Letonia și a contribuit la declararea independenței letone reînnoite în 1990. A fost viceprim-ministru și ministru al Justiției Letoniei din 1993 până în 1994 și ambasador în Ungaria, Austria și Elveția din 1994 până în 1995. A fost numit apoi judecător al Curții Europene a Drepturilor Omului, funcție pe care a deținut-o până în 2004. A terminat pe locul doi în alegerile indirecte pentru președintele Letoniei, în 2015, în spatele lui Raimonds Vējonis. Deși independent, el a fost candidatul Alianței Naționale. În 2018, Levits a fost numit judecător al Curții Europene de Justiție, fiind numit pentru prima dată în 2004. Este căsătorit și are doi copii, un fiu, Linards și o fiică, Indra. A publicat o carte de memorii în 2019.

## Legături externe
- Materiale media legate de Egils Levits la Wikimedia Commons
- Citate legate de Egils Levits la Wikicitat